# Войтов, Александр Александрович
Александр Александрович Войтов (родился 7 декабря 1981 в Краснодаре) — российский регбист, игравший на позиции замка, в прошлом капитан команды «ВВА-Подмосковье» и сборной России. Ныне — старший тренер сборной России по регби.

## Биография

### Клубная карьера
Регби начал заниматься в 16 лет. Первый тренер — Фёдор Владимирович Мусатов. В самом начале карьеры выступал в родном городе, потом был полгода в аренде в Новокузнецке, где только тренировался. В 2001 году попал в команду «ВВА-Подмосковье», за которую выступал до 2017 года. С командой Александр выиграл множество трофеев на внутренней арене.

### Карьера в сборной
Сначала дебютировал за сборную U-18, в составе которой выступал на турнирах во Франции, Англии, Уэльсе. 14 июня 2003 года в Праге дебютировал в сборной России в матче против чехов. Участник Чемпионата мира по регби 2011 года. В 2014 году был капитаном сборной на Кубке наций в Бухаресте. В сборной завершил карьеру после того, как Россия не попала на чемпионат мира 2015 года.

### Тренерская карьера
В 2018 году назначен помощником валлийца Лина Джонса, ставшего главным тренером сборной России. С апреля по декабрь 2019 года главный тренер клуба «ВВА-Подмосковье». C 2020 года — старший тренер в «ВВА-Подмосковье». С июля 2022 по декабрь 2023 года — вновь главный тренер клуба «ВВА-Подмосковье». С февраля 2023 — отвечать за работу по нападающими в сборной России.

## Достижения
- Чемпион России по регби — 7 раз (2003, 2004, 2006—2010)
- Обладатель Кубка России — 5 раз (2002, 2004, 2005, 2007, 2010)
- Серебряный призёр Чемпионата России по регби — 1 раз (2005)
- Бронзовый призёр Чемпионата России по регби — 6 раз (2001, 2002, 2011—2014)